# Камизары

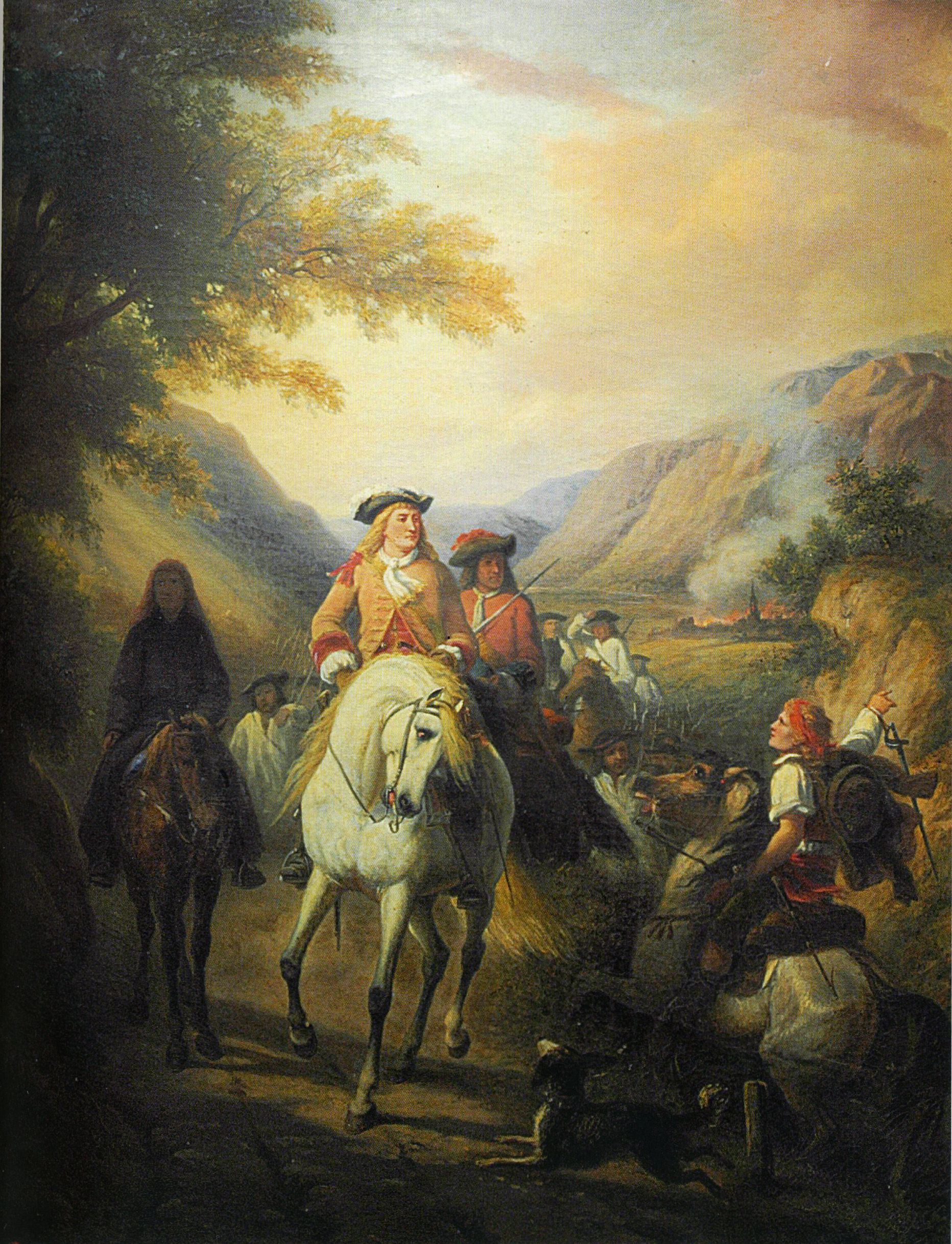
«Жан Кавалье, вождь камизаров». Картина художника-гугенота Пьера-Антуана Лабушера, 1864 г.

Камизары (фр. Camisard) — протестантские крестьяне-горцы Севенн, поднявшие восстание против французского короля во время войны за испанское наследство (1702 год).

## Название

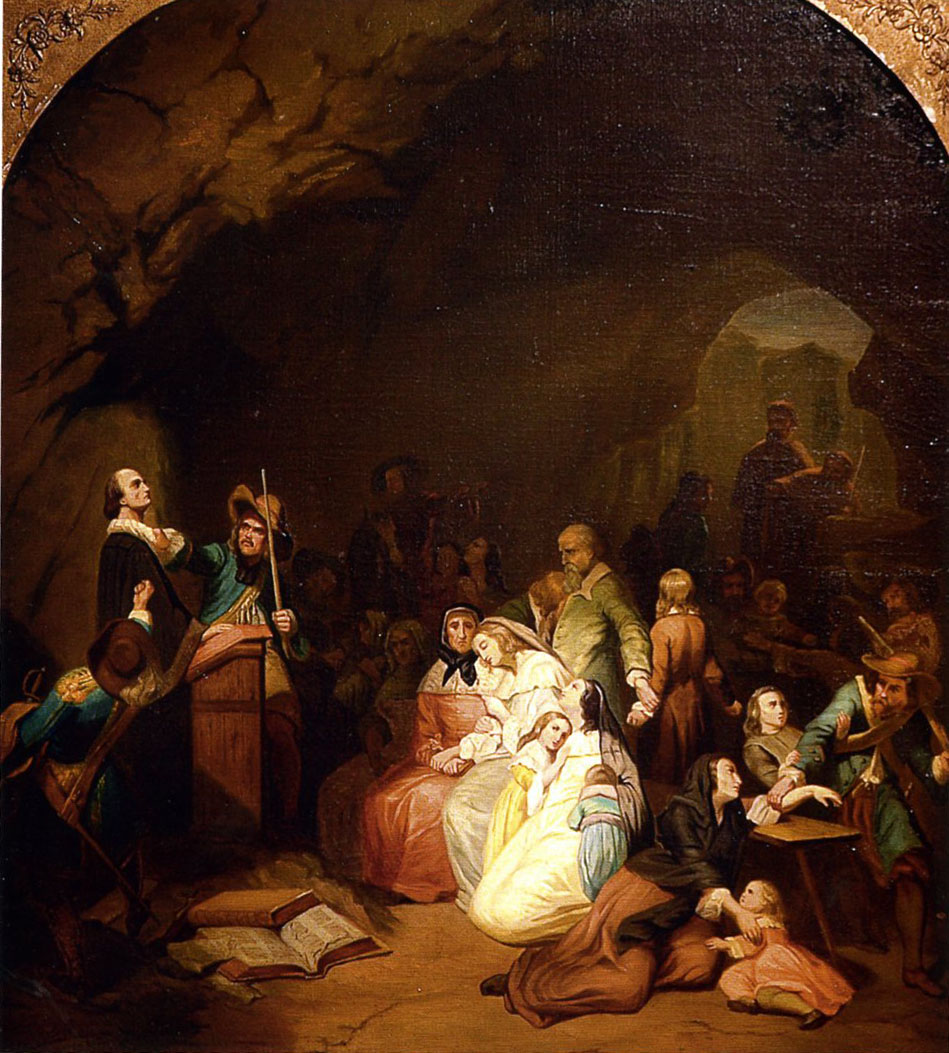
«Тайное собрание гугенотов, застигнутых врасплох католиками». Худ. Шарль Жирарде, 1842 г.

Восставших гугенотов называли камизарами (рубашечниками) от лангедокского слова «camiso» — «крестьянская рубашка», поскольку такие рубашки или камзолы служили крестьянам своего рода военной формой.

## История восстания

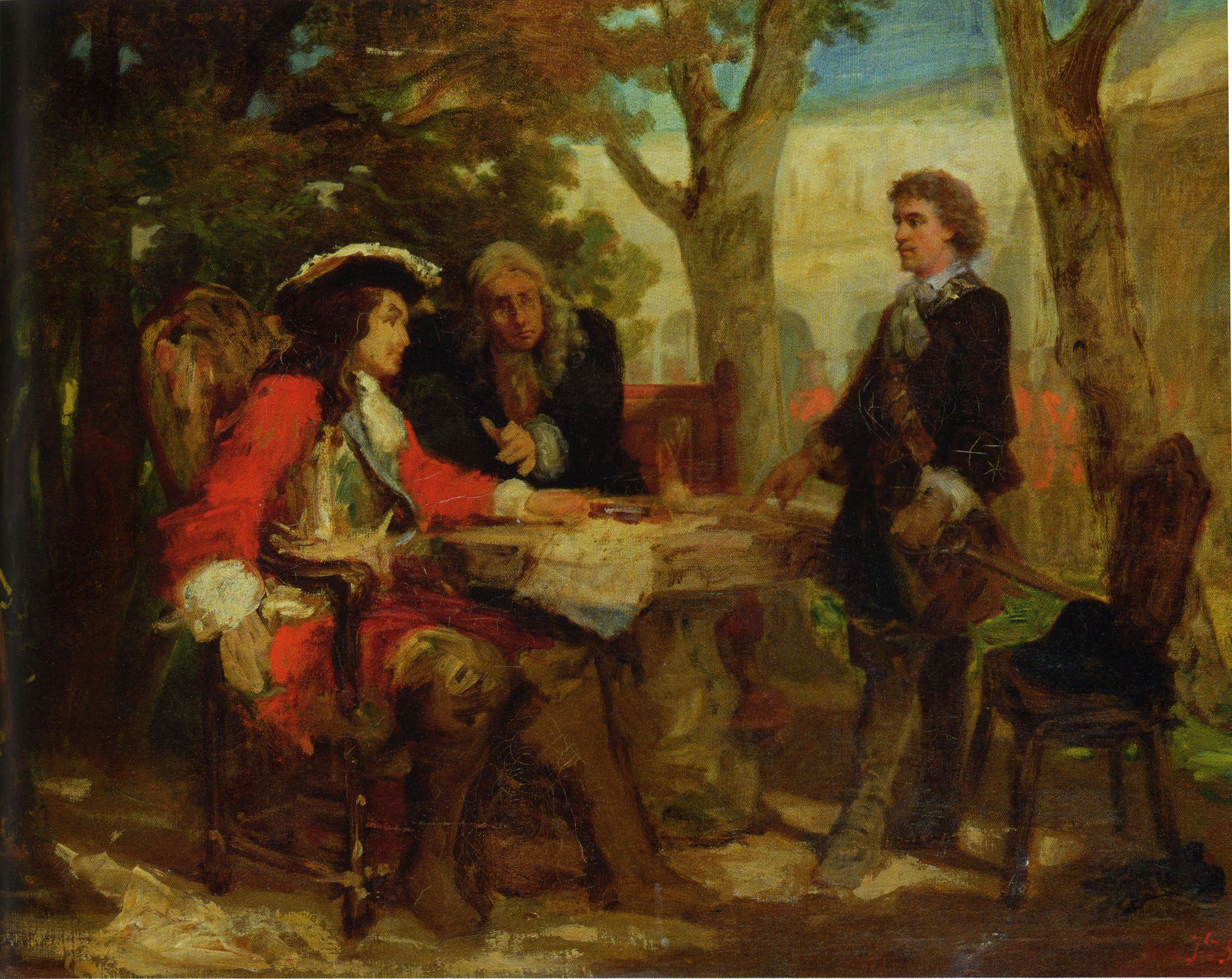
«Переговоры маршала де Виллара с Жаном Кавалье». Худ. Жюль Саллес, 1865 г.

С самой отмены Людовиком XIV Нантского эдикта (1685 год), в горных местностях Южной Франции, где гугенотов было много, держалось глухое раздражение. Беспощадно суровое применение королевских приказов, преследование ночных собраний протестантов, вымогательства, истязание всех, кто вызывал малейшее подозрение (особенно отличался губернатор Лангедока, Basvilie) — все это привело к массовому возмущению. В особенности кровавые дела Мандского католического архиепископа Франсуа дю Шела де Ланглада (François de Langlade du Chayla) вынудили Севеннских гугенотов взяться за оружие: в 1702 году началось восстание камизаров. Крестьяне, будучи вдохновлены Авраамом Мазелем, который 22 июля 1702 года якобы получил «божественное вдохновение», двинулись к дому дю Шела, державшего у себя в заключении нескольких гугенотов. Полевые командиры Лапорт и Эспри Сегье атаковали архиепископскую резиденцию, освободили шестерых узников-гугенотов (подвергавшихся по приказу дю Шела нечеловеческим пыткам); изувер был умерщвлён, а заключенные освобождены. Масса крестьян под впечатлением этого события поднялась с лозунгом: «никаких налогов, свобода совести». Стихийно возникавшие партизанские отряды громили королевских драгун. Тотчас же появились вожди: пастух Равенель, булочник Жан Кавалье и другие, действовавшие своими пророчествами и восторженными проповедями. Камизары считали себя избранным народом Божиим, подражали ветхозаветным иудеям, ввели у себя теократическую организацию.
Вскоре во главе повстанческой армии камизаров встал талантливый самородок Жан Кавалье. Он добился дисциплины в партизанских отрядах и одержал ряд славных побед. С ожесточением истребляли камизары врагов, и королевские войска первое время терпели от них жестокие поражения. Численность повстанцев увеличилась до 10 тысяч. 15 апреля 1704 года благодарный народ провозгласил крестьянского сына Кавалье герцогом Севеннским. В тот день Кавалье торжественно вступил в город Каверак (расположенный невдалеке от Нима). Он въехал верхом на породистом трофейном коне, под сенью боевых знамён, впереди скакали десять гвардейцев в красных мундирах. Так на карте Европы возникла — на недолгое время — ещё одна суверенная держава, участница Войны за Испанское наследство… Боевые действия шли с переменным успехом, не давая решительного перевеса ни одной из сторон. Отступая перед превосходящими силами врага, камизарские отряды исчезали в горных теснинах, чтобы появиться там, где их не ждут. Правительство сменило на юге ряд губернаторов и главнокомандующих. Между тем королевские войска совершали ужасные жестокости в отношении мирного населения. С одобрения папы Климента XI, который издал буллу об отлучении камизаров, солдаты короля разрушили более 450 деревень, иногда убивая всех подряд. Был случай сожжения в одном сарае 300 гугенотов.
Но жестокие меры мало помогали королю и его клевретам. В 1704 году королевский маршал Клод де Виллар вступил в переговоры с Кавалье, обещав ему пойти на уступки. Переговоры велись в нервной и напряженной обстановке взаимного недоверия. Но, в итоге, убедившись в невозможности получить реальную помощь со стороны Нидерландов или Англии (союзников по Анти-Бурбонской коалиции), — «герцог Севеннский» счёл за лучшее сложить оружие на условиях признания веротерпимости. Прежде чем принять окончательное решение, Кавалье посетил полевых командиров Алэ (Alais) и Рибо (Ribaute), безуспешно уговаривая их принять Вилларовы условия. За экс-герцогом последовала лишь незначительная часть его людей. Большинство отреклось от Кавалье как от изменника. 21 июня 1704 года Кавалье со 130-ю камизарами явился в Ним, где и поступил на королевскую службу. Людовик XIV своим указом пожаловал ему чин полковника и разрешил сформировать из бывших камизаров особый полк. Вскоре этот полк был направлен походным порядком из Нима в эльзасский город Ней-Брисак (Neu-Brisach). Оттуда через Дижон полковник Кавалье проследовал в Париж, где получил аудиенцию у Людовика. Надменность монарха неприятно поразила экс-герцога. Лицемерие и подозрительность королевского правительства вскоре проявились в полной мере. На полковника Кавалье оказывали моральное давление к переходу в католическую веру. Между тем отряды непокорённых камизаров огрызались, отступали и гибли: основанное Жаном Кавалье Севеннское герцогство исчезало с лица земли. Экс-герцог Кавалье пожалел о своей капитуляции… Из Дижона с горсткой приверженцев Жан Кавалье совершил марш-бросок в княжество Монбельяр (Montbéliard), а затем — в Лозанну. Кавалье предложил свою шпагу герцогу Савойскому, и вскоре его камизары сразились с королевскими войсками в области Валь-д'Аоста (Val d’Aosta).
В Севеннах же в 1705 году остатки армии камизаров были разгромлены королевскими войсками. В 1710 году был взят в плен и покончил с собой гугенотский пророк и полевой командир Авраам Мазель. Два партизанских отряда, однако, капитулировали лишь в 1715 году: в год смерти короля-гонителя. Севеннское герцогство прекратило своё существование. Некоторые инсургенты умертвили себя, иные бежали в Женеву.

## В кино
- «Камизары» (фр. Les Camisards) — режиссёр Рене Аллио (Франция, 1972).